# 西班牙十字章
西班牙十字章（德語：Spanienkreuz）是納粹德國的一個軍事獎勵，用以表揚士兵在西班牙內戰中的表現。

## 歷史
隨著西班牙內戰的爆發，納粹德國派出兀鷹軍團與其他軍事組織去幫助佛朗哥的西班牙國民軍。戰爭結束後，為了表揚德國士兵在內戰中的表現，在1939年4月14日創立了西班牙十字章的制度，依照不同程度的表現授予不同級別的勳章。

## 設計
西班牙十字章的造型類似於马耳他十字。勳章中心有一卐字標記，以及有4把寶劍穿插。最高級別的鑽石則是置於卐字周圍。背面則是平滑的，附有一胸針可以配戴於制服上。交給陣亡者親屬的西班牙十字章則不同於其他者，附有一黑色飾帶，邊緣有紅黃紅三色（西班牙國旗顏色）

## 等級

### 青銅級
西班牙青銅級十字章授予非戰鬥人員，只要在西班牙三個月，即可獲得，共授予7869名。

#### 青銅級配寶劍
西班牙青銅級配寶劍十字章僅授予在戰鬥表現優秀者，共授予8462名。

### 銀級
西班牙銀級十字章僅授予非戰鬥人員，表現優秀就能獲得，共授予327名。

#### 銀級配寶劍
西班牙銀級配寶劍十字章授予在大規模戰鬥中有出色表現，或是累積大量戰鬥經驗者。共授予8304名。

### 金級配寶劍

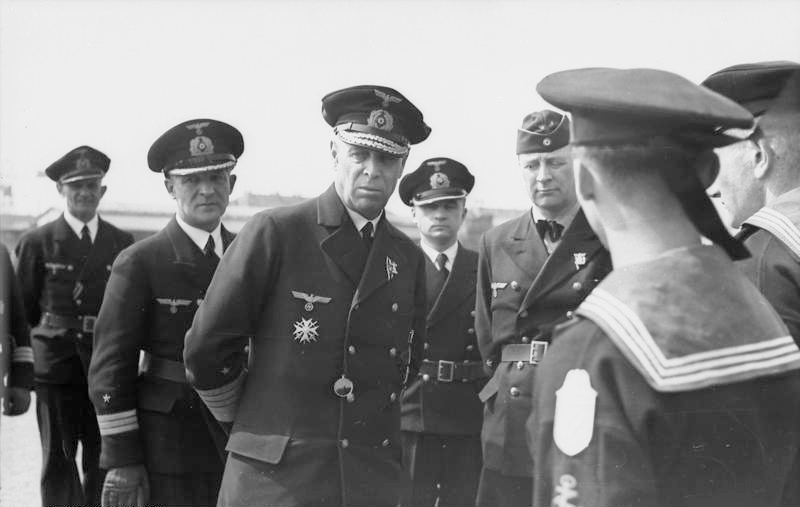
赫爾曼·馮·費舍爾上將為參加內戰的德國海軍指揮官，獲得西班牙金級配寶劍十字章。

西班牙金級配寶劍十字章授予單兵有極大功勞，或是有非常高戰績者。共授予1126名。

### 鑽石級

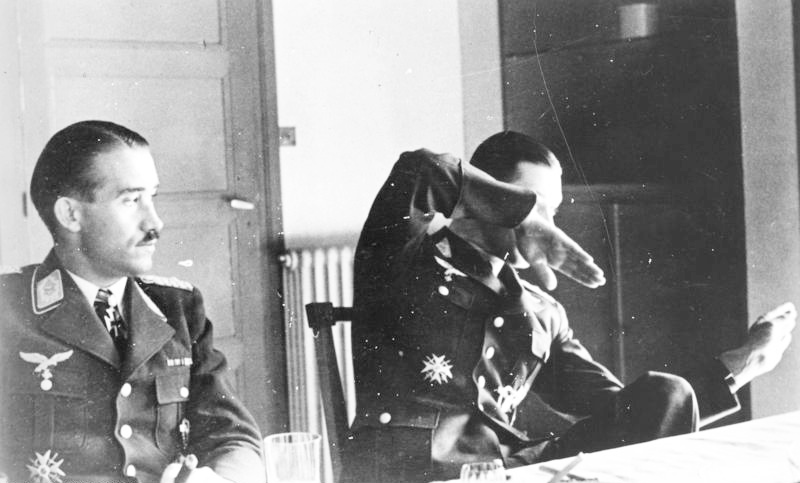
阿道夫·加兰德與維爾納·莫德士，兩位都是西班牙內戰中取得優異成績的飛行員，皆為「鑽石級」。

西班牙鑽石配寶劍金級十字章為此系列最高級別，僅授予在戰場的優秀指揮官，或是有非常高戰績者。共授予28名。
知名獲得者：
- 胡戈·施佩勒
- 沃尔弗拉姆·冯·里希特霍芬
- 阿道夫·加兰德
- 維爾納·莫德士

### 其他類似獎勵
其他還有特別的西班牙十字章，頒發給陣亡於內戰中的德國士兵親屬，共授予315名。